# Wkra (Mazovie)

Attention doublon ! voir Wkra-Kolonia (= titre correct compte tenu de la division administrative polonaise) 
Pour les articles homonymes, voir Wkra.
Wkra (prononciation : [fkra]) est un village polonais de la gmina de Glinojeck dans le powiat de Ciechanów de la voïvodie de Mazovie dans le Centre-Est de la Pologne.
Il se situe à environ trois kilomètres au sud-est de Glinojeck (siège de la gmina), à vingt-quatre kilomètres à l'ouest de Ciechanów (siège du powiat) et à quatre-vingt-un kilomètres au nord-ouest de Varsovie (capitale de la Pologne).

## Histoire
De 1975 à 1998, le village appartenait administrativement à la voïvodie de Ciechanów.